# منتخب أذربيجان لكرة الطائرة للسيدات
منتخب أذربيجان الوطني لكرة الطائرة للنساء (بالأذرية: Azərbaycan qadın milli voleybol komandası)‏ هو ممثل أذربيجان الرسمي في المنافسات الدولية في كرة طائرة في فئة كرة الطائرة للسيدات.